# Хвальки
Хва́льки —  село в Україні, у Шишацькій селищній громаді Миргородського району Полтавської області. Населення становить 5  осіб станом на 2025 рік. До 2020 орган місцевого самоврядування — Яреськівська сільська рада.

## Географія
Село Хвальки знаходиться на краю великого лісового масиву (сосна), за 1 км від села Нижні Яреськи, за 2 км - села Яреськи та Соснівка. Поруч проходить залізниця, станція Яреськи за 1,5 км.

## Історія
12 червня 2020 року, відповідно до розпорядження Кабінету Міністрів України № 721-р «Про визначення адміністративних центрів та затвердження територій територіальних громад Полтавської області», село увійшло до складу Шишацької селищної громади.
19 липня 2020 року, в результаті адміністративно - територіальної реформи та ліквідації Шишацького району, село увійшло до складу новоутвореного Миргородського району Полтавської області.